# Mercier (Landing Rouyn)
Pour les articles homonymes, voir Mercier.
Le village de Mercier, connu aussi sous le nom de Mercierville, de Landing Rouyn, ou simplement de Landing, est un village disparu qui était situé près de l’actuelle ville de Rouyn-Noranda, sur les rives du lac Rouyn.

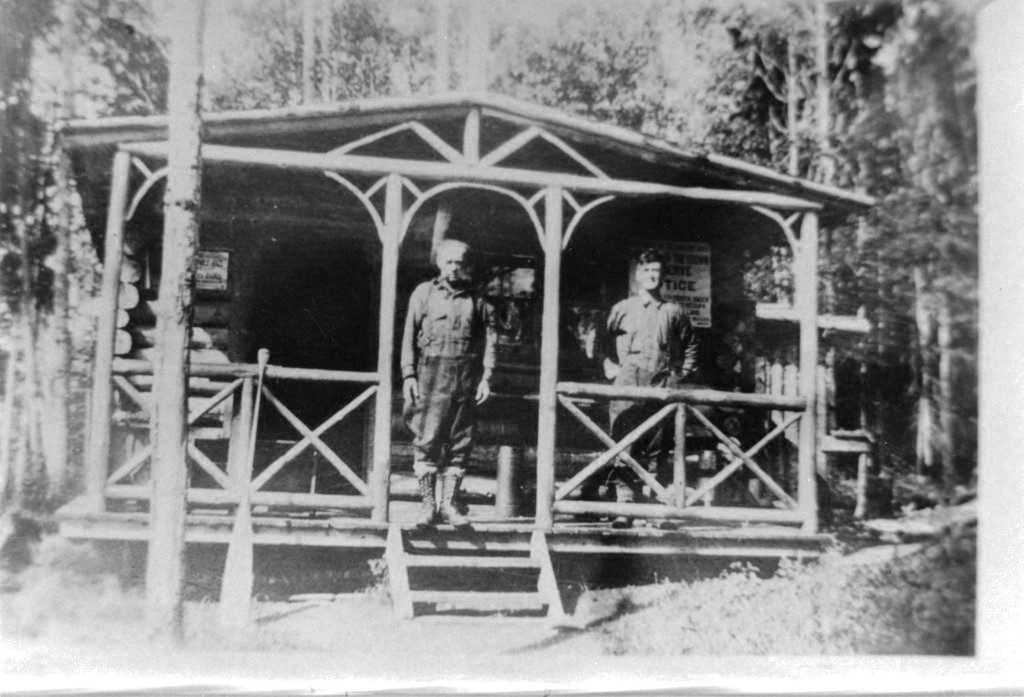
Gardes-feux postés sur les rives du lac Rouyn

## Géographie
Le lac Rouyn, où était situé Mercier, se trouve juste à l’ouest du lac Routhier, qui constitue un simple élargissement de la rivière Kinojévis. Le lac Rouyn se déverse dans le lac Routhier par ce que l’on nommait dans les années 1920 le ruisseau Rouyn. À cette époque, le chenal était parfois dissimulé par les roseaux, mais de grandes perches plantées dans l’eau indiquaient la voie navigable. La rivière Kinojévis constituait, quant à elle, un axe de communication important qui servait à relier le Témiscamingue et l’Abitibi. L’importance historique du lac Rouyn provient du portage qui le relie au lac Osisko. Même si le lac Osisko se déverse dans le lac Rouyn par le ruisseau Osisko, ce dernier n’était pas praticable pour les grandes embarcations.

## Histoire
Au début du XXe siècle, des activités de prospection minière débutent en Abitibi. À cette époque, la principale voie d’accès à la région de la ville actuelle de Rouyn-Noranda est celle empruntant, à partir du Témiscamingue, le lac des Quinze, le lac Simard, la rivière des Outaouais et la rivière Kinojévis. C’est la seule voie d’eau qui sera exploitée de façon commerciale dans les années 1920, entre autres par la famille Dumulon de Ville-Marie au Témiscamingue. L’apogée de l’utilisation de ce trajet sera de 1923 à 1927. À partir de 1927, les villes naissantes de Rouyn et de Noranda seront desservies à la fois par une route terrestre et par le chemin de fer.
Comme les plus grandes découvertes minières ne se feront pas au lac Rouyn, mais plutôt du côté du lac Osisko, avec le gisement Horne, le portage qui relie le lac Rouyn (le terminus de la navigation en bateaux à moteur) et le lac Osisko deviendra d’une importance majeure pour acheminer travailleurs et marchandises au lac Osisko. En 1923, la famille Dumulon devient l’une des premières à s’intéresser au commerce de détail dans ce qui deviendra la ville de Rouyn. En plus de s’occuper de transport par bateau entre les rapides de l’Esturgeon (plus au sud sur la rivière des Outaouais) et le lac Rouyn, ils s’affairent à la construction sur les rives de ce dernier lac, près du sentier de portage. Ils aménagent rapidement un petit établissement qui comprend un grand quai.
Ce sentier de portage où les Dumulon ont construit leur premier établissement est vraisemblablement celui qui était utilisé bien avant l’arrivée des prospecteurs. En effet, il apparaît déjà sur une carte dressée par John Bignell en 1895. L’établissement des Dumulon au lac Rouyn n’est pas le premier camp allochtone répertorié. Quelques années auparavant, le célèbre prospecteur Edmund Horne y avait également érigé son camp, qui était toujours occupé au moment de l’arrivée des Dumulon, et situé non loin du site choisi par ces derniers. Ce même sentier de portage apparaît encore sur une carte du canton de Rouyn dressée en 1923, probablement peu de temps avant l’établissement des Dumulon.
Toutefois, à l’été 1924, Jos Dumulon décide de faire construire un autre sentier de portage pour relier le lac Rouyn au lac Osisko; mais cette fois le nouveau sentier doit déboucher à ce dernier lac à l’endroit où il a fait bâtir son magasin général la même année. Ce second sentier de portage, prenant son départ au sud-ouest du lac Rouyn, sera plus tard « ponté », c’est-à-dire couvert de billots de bois afin d’éviter le plus possible la circulation dans la boue. Ce nouveau chemin semble être celui indiqué sur la carte du canton de Rouyn dressée en 1938.
Le nouveau point de débarquement des voyageurs par bateau en provenance de la rivière Kinojévis, et désirant se rendre au lac Osisko, semble donc se transporter au sud du lac Rouyn. Il s’agit du lieu qui sera désormais connu sous le nom de Mercier, ou plus simplement « la landing ». L’origine du nom choisi ferait référence à l’ancien premier ministre du Québec Honoré Mercier, ou encore à son fils ou à son petit-fils, qui portaient le même nom. Quant au chemin de portage comme tel, on le qualifiait souvent de « chemin corduroy », une ancienne expression faisant allusion à la texture raboteuse du chemin ponté. À la lumière de ces détails, il appert donc que les événements liés au Landing, évoqués dans les entrevues réalisées avec des pionniers de Rouyn-Noranda ou les documents historiques, puissent référer à l’un ou l’autre des deux lieux de débarquement et qu’une confusion entre les deux demeure possible. Vraisemblablement aussi, les deux landings ont connu une occupation historique dans les années 1920.
Le Landing au sud-ouest du lac aurait été aménagé par un certain Arthur Desrochers. Ce dernier tenait une « cookerie » sur place, en plus de loger d’autre gens,. On évoque aussi la présence d’une épicerie ou magasin général dans les premières années, construit par Augustin Chénier et Réal Dallaire, et situé juste en face du quai. Dès 1924, on aurait compté environ sept ou huit bâtiments au Landing, dont certains appartenant à des intérêts miniers, ainsi qu’un quai. Environ 12 hommes y étaient logés. Le représentant de la famille Dumulon le plus impliqué au Landing semble avoir été Martial Dumulon, qui s’occupait surtout de transport entre le Témiscamingue et le Landing, de même que du commerce de détail,. La famille de la Chevrotière, de la Compagnie de navigation de Ville-Marie, y tenaient aussi auberge à partir de 1924, en plus d’y avoir un entrepôt. Finalement, un moulin à scie était en opération au même endroit dans les années 1920. En 1925, le pontage du chemin était terminé. C’est littéralement un début de village qui se constitue alors.
Toutefois, l’importance du chemin sera de courte durée, puisque l’arrivée du chemin de fer en 1927, de même que des accès routiers reliant le lac Osisko à d’autres routes terrestres la même année, feront perdre tout intérêt aux voies d’eau et aux portages.
D’abord très peu fréquenté par les allochtones, le lac Rouyn a commencé, à partir des années 1920, à être environné de plusieurs bâtiments, avant d’être progressivement délaissé au profit du lac Osisko. Les bâtiments furent peu à peu démantelés, jusqu’à ce qu’il n’en reste plus rien. L’attrait que représentait le lac Osisko, plus près des mines en pleine expansion, explique probablement la disparition du village de Mercier et des deux landings du lac Rouyn. Bien qu’un plan d’urbanisme de ce qui aurait constitué le village de Mercier a été dessiné en 1927, le développement des rues illustrées sur ce document ne s’est jamais réalisé. Selon le journal La Presse du 31 décembre 1926, un projet de bill prévoyait même l'incorporation d'une nouvelle ville du nom de Mercier en l'honneur du ministre des terres et forêts de l'époque. 